# SS Bałtyk
SS Bałtyk – polski statek handlowy, drobnicowiec o napędzie parowym zbudowany w 1942 roku jako jeden ze statków brytyjskiego typu wojennego Empire B na zamówienie rządu polskiego na uchodźstwie dla Polskiej Marynarki Handlowej. Podczas II wojny światowej brał udział w konwojach atlantyckich i na Oceanie Indyjskim. Po wojnie od 1946 roku pływał z Polski, eksploatowany do roku 1973. Należał kolejno do armatorów: GAL, PLO i PŻM.

## Zamówienie i budowa
Polska Marynarka Handlowa, operująca podczas II wojny światowej z Wielkiej Brytanii, podejmowała od 1940 roku próby pozyskania nowych statków dla zastąpienia utraconych, lecz były one utrudnione z uwagi na wojnę i duży popyt na statki na świecie. Dopiero w styczniu 1941 roku polski rząd na uchodźstwie uzyskał zgodę na budowę jednego statku w stoczni brytyjskiej, dla armatora Gdynia–Ameryka Linie Żeglugowe (GAL). Na tej podstawie rząd polski podpisał z Admiralicją, która przejęła zarządzanie brytyjskimi przemysłem stoczniowym, umowę na budowę statku w stoczni Swan, Hunter & Wigham Richardson w Tyneside. Zamówiony statek należał do standardowego typu wojennego Empire B, opracowanego pod kątem dużej nośności i dobrej technologiczności budowy z użyciem elementów prefabrykowanych i budowanego z drobnymi odmiennościami w różnych stoczniach brytyjskich. W polskiej służbie powszechnie określano je spolszczoną nazwą typu jako empajery. Cena wynosiła 164 000 funtów, lecz z uwagi na wzrost cen materiałów i płac robotników wzrosła ostatecznie do 186 481 funtów.
Stocznia przystąpiła do budowy 15 marca 1941 roku, lecz trwała ona dość długo i statek wodowano 15 stycznia 1942 roku, nadając mu nazwę „Bałtyk”. Do momentu jego ukończenia rząd polski zdołał zakupić w USA przestarzały statek „Paderewski” oraz przejąć dwa zbudowane wcześniej na zamówienie brytyjskie statki typu Empire B („Tobruk” i „Narwik”). Później nabyto jeszcze dwa statki typu Empire i pochodnych: „Białystok” i „Borysław”. „Bałtyk” uroczyście podniósł banderę 20 marca 1942 roku w Newcastle.

## Opis
Nośność „Bałtyka” wynosiła 10 098 ton, a pojemność rejestrowa 7001 BRT i 5121 NRT. Powojenne dane wskazywały natomiast nośność 10 009 ton pojemność 6984 BRT i 5105 NRT. Długość wynosiła 136,4 metrów, szerokość 17,2 metra, a zanurzenie 8 metrów. Napęd stanowiła trzycylindrowa maszyna parowa potrójnego rozprężania poruszająca jedną śrubę. Jej moc indykowana wynosiła 2400 KM (była mniejsza o 100 KM od innych polskich statków tego typu). Napęd zapewniał osiąganie prędkości maksymalnej 10 węzłów lub według innych źródeł 11 węzłów. Kotły opalane były węglem.
Statki tego typu miały pięć ładowni i dwa pokłady. Ich architektura była klasyczna, tzw. trójwyspowa, z podwójnymi ładowniami na dziobie i rufie oraz centralną wyspą nadbudówek z siłownią z pojedynczym kominem na śródokręciu. Główna nadbudówka z mostkiem była oddzielona od siłowni trzecią ładownią, a wszystkie ładownie były wyposażone w bomy ładunkowe. Załoga w okresie powojennym liczyła 38 osób.
Środki ratunkowe podczas wojny stanowiły cztery łodzie i cztery blaszane tratwy. Podczas wojny statek przenosił uzbrojenie dla samoobrony.

## Służba

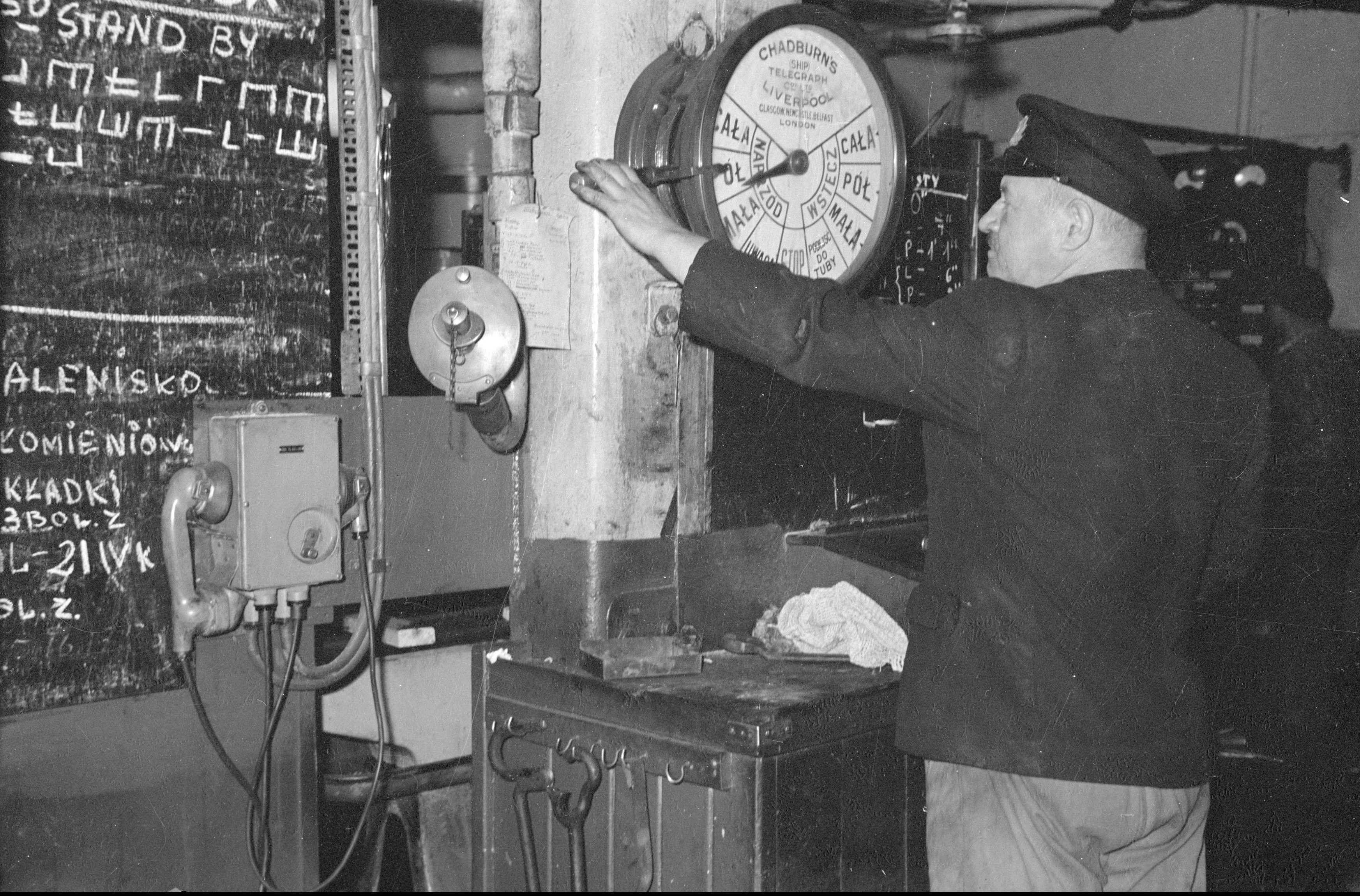
Telegraf maszynowy na „Bałtyku”, lata 50. XX wieku

Jak inne polskie statki nabyte podczas wojny, „Bałtyk” wszedł do eksploatacji w czarterze brytyjskiej Administracji Transportu Wojennego. Pierwszym kapitanem został kapitan żeglugi wielkiej Jan Stankiewicz. Tydzień po podniesieniu bandery, pod koniec marca 1942 roku statek wyszedł pod balastem w konwoju atlantyckim do Nowego Jorku, dokąd dotarł 20 kwietnia. Załadowano tam sprzęt wojenny, w tym dwie lokomotywy i 1312 ton amunicji, po czym 11 maja „Bałtyk” samotnie wyruszył wokół Afryki, i przez Durban, Aden oraz powtórnie Durban, dopłynął 7 sierpnia do Suezu, gdzie został rozładowany. Następnie powrócił do USA pod balastem, płynąc przez kilka portów, w tym Kapsztad, i dopływając do Baltimore 17 grudnia (ostatni etap od Port-of-Spain, z uwagi na zagrożenie ze strony okrętów podwodnych, przebył w konwoju).
24 stycznia 1943 roku wyszedł z Nowego Jorku z ładunkiem wojennym do Wielkiej Brytanii, lecz w warunkach złej widoczności, zygzakując w celu uniknięcia okrętów podwodnych, zderzył się z norweskim zbiornikowcem, uszkadzając dziób, wobec czego musiał zawrócić w celu remontu w stoczni marynarki wojennej w Newport News. Ponownie wyszedł z konwojem 7 marca, docierając 2 kwietnia do Loch Ewe, a następnie w konwoju przybrzeżnym do Londynu. Zbiornikowiec, który płynął przed „Bałtykiem” w górę Tamizy, wszedł na minę i zatonął, lecz plama ropy, przez którą przepłynął „Bałtyk”, nie zapaliła się. Po rozładunku statek wyszedł w kolejnym konwoju do Filadelfii w USA pod balastem. 8 lub 9 maja jednak „Bałtyk” w warunkach kiepskiej widoczności zderzył się z górą lodową. Statek mimo to zachował pływalność i z małą prędkością dotarł 14 maja poza konwojem do Port Richmond w Filadelfii. Po ponownym remoncie dziobu wyruszył do Wielkiej Brytanii ze sprzętem wojennym, w tym czołgami, i żywnością, docierając 2 lipca do Manchesteru. Po rozładunku ponownie popłynął do USA, docierając 30 lipca do Nowego Jorku, skąd zabrał sprzęt wojenny i ładunek trotylu do Gibraltaru. Następnie popłynął w konwoju na wschodnie Morze Śródziemne, do Port Saidu, Hajfy i Aleksandrii, powracając w październiku do Gibraltaru. Po drodze w obie strony konwój był atakowany przez lotnictwo i artylerzyści statku wspomagali obronę przeciwlotniczą. W listopadzie statek przeszedł na wody brytyjskie, po czym 8 stycznia 1944 roku wyszedł z konwojem do USA. Po drodze zmagał się z ciężkim sztormem, z siłą wiatru ponad 10 w skali Beauforta, lecz dotarł pomyślnie do Nowego Jorku.
Z kolejnym ładunkiem 7782 ton materiałów wojennych „Bałtyk” został wysłany w konwoju przez Ocean Spokojny do Brisbane w Australii. Po drodze jako pierwszy polski statek handlowy przeszedł z ładunkiem Kanał Panamski. Odwiedzając australijskie porty: Sydney, Port Kembla i Freemantle i zabierając stamtąd drobnicę, statek następnie dotarł 28 czerwca do Kolombo na Cejlonie. Tam zbuntowało się 9 Polaków z załogi, których trzeba było wyokrętować, przyjmując Hindusów. Statek następnie powrócił do obsługi portów australijskich, po czym pod sam koniec 1944 roku popłynął ponownie do Kolombo. 12 stycznia 1945 roku w Bombaju statek objął kapitan Konstanty Kowalski, zastępując kapitana Stankiewicza. Stamtąd statek popłynął przez Durban i południowy Atlantyk do Buenos Aires, Rosario i Montevideo, a następnie przez Freetown 29 kwietnia do Gibraltaru, umownie kończąc rejs okołoziemski. Stamtąd 13 maja 1945 roku „Bałtyk” powrócił na wody europejskie do Belfastu i dalej do Cardiff.
Po zakończeniu wojny w Europie w dalszym ciągu statek pływał pod kontrolą powołanej we wrześniu 1944 roku alianckiej organizacji żeglugowej United Maritime Authority, na potrzeby wojny z Japonią. 26 maja 1945 roku ponownie objął go kapitan Jan Stankiewicz. Odbył kolejny rejs do Nowego Jorku, a stamtąd przez Port Said i Kanał Sueski do Kolombo i Kalkuty. Przez Kapsztad powrócił na wody europejskie, po raz pierwszy zawijając do Antwerpii i Hawru. Na początku 1946 roku statek objął kapitan Antoni Zieliński.

### Po wojnie

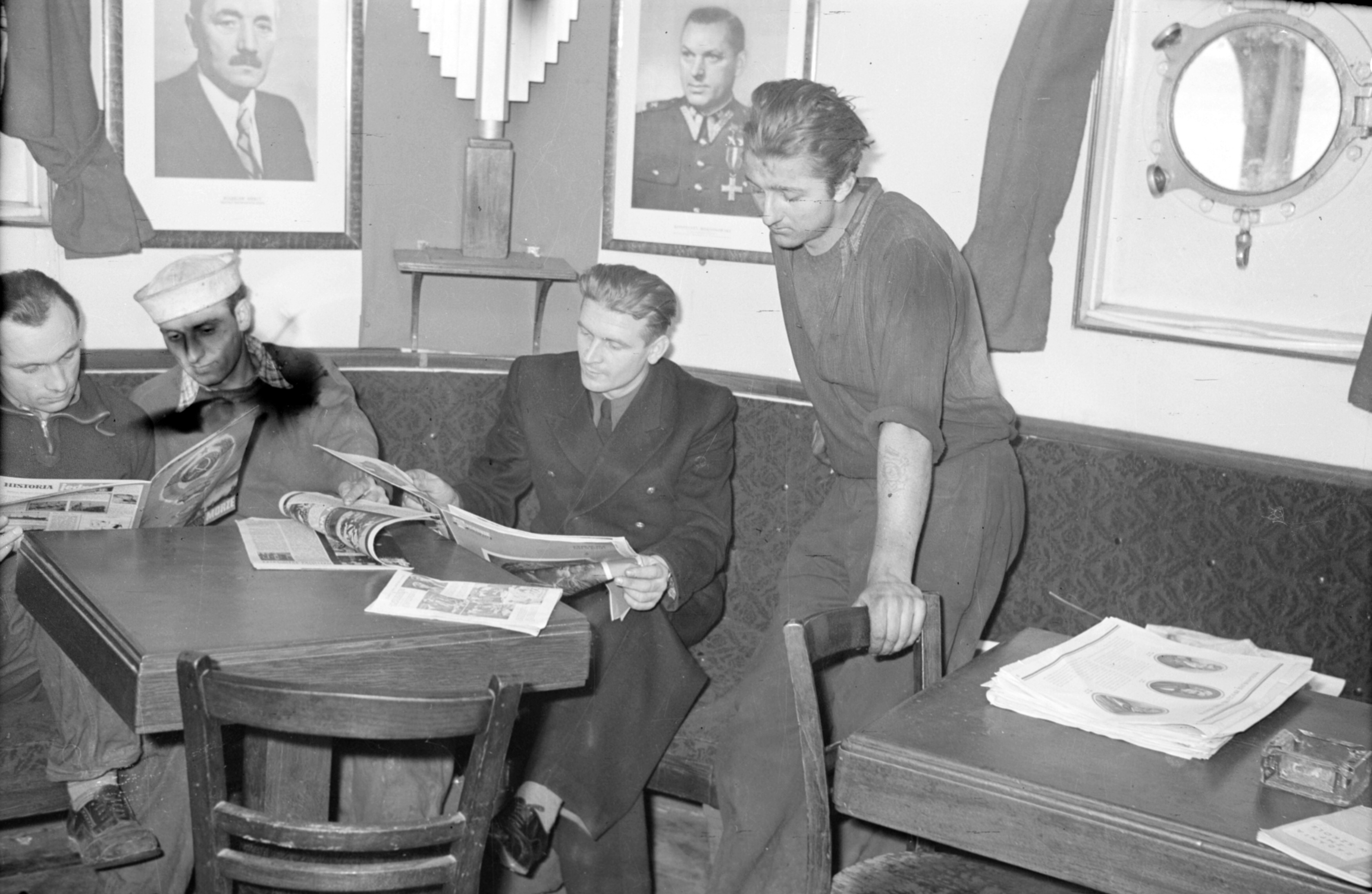
Propagandowe zdjęcie z mesy na „Bałtyku”, 1951–52 rok

Po wojnie statek pozostał pod polską banderą pod tą samą nazwą, w barwach przedwojennego armatora Gdynia–Ameryka Linie Żeglugowe (GAL), nad którym nadzór w lipcu 1945 roku przejął Tymczasowy Rząd Jedności Narodowej w kraju. 22 lipca 1946 roku „Bałtyk” przypłynął po raz pierwszy do Polski, pod kapitanem Zielińskim (według niektórych autorów, miało to jednak miejsce już 5 maja tego roku). W dalszym ciągu statek służył, pływając z Polski, transportując różne ładunki, zarówno na różnych liniach regularnych, jak i w trampingu oceanicznym. Najpierw skierowany został na linię do Nowego Jorku. 14 marca 1948 roku jako pierwszy polski statek zawinął do Rijeki w Jugosławii; jego kapitanem wówczas był Władysław Neuman. Od początku 1951 roku, po podziale GAL, statek wszedł w skład floty Polskich Linii Oceanicznych (PLO) w Gdyni. Pływał wówczas m.in. do Chin, a od września 1954 roku do Indii, po czym od marca 1955 roku do Ameryki Południowej.
W październiku 1956 roku „Bałtyk” wyszedł z Gdańska z ładunkiem wojskowym do Indonezji, asystując po drodze radzieckiemu okrętowi podwodnemu typu M, płynącemu pod polską banderą z fałszywym numerem burtowym M-107, który miał być przekazany Egiptowi, lecz zespół musiał zawrócić do Polski na Morzu Śródziemnym z uwagi na zamknięcie Kanału Sueskiego z powodu wojny sueskiej. W listopadzie 1956 roku statek przeszedł na linię do południowej Azji. W kwietniu 1961 roku przywiózł do Polski eksponaty z wykopalisk prowadzonych przez ekspedycję archeologiczną prof. Kazimierza Michałowskiego, podarowane przez rząd Sudanu. Od maja 1961 roku przeszedł do obsługi linii do Hawany na Kubie, a w 1963 roku do portów Zatoki Meksykańskiej. W 1962 roku był czarterowany Polskiej Żegludze Morskiej, po czym od początku 1964 roku został na polecenie Ministerstwa Żeglugi nieodpłatnie przekazany temu armatorowi przez Polskie Linie Oceaniczne, zmieniając przy tym port macierzysty na Szczecin oraz malowanie kadłuba z koloru szarego na czarny.
W związku ze zużyciem, w lipcu 1973 roku statek został sprzedany zachodnioniemieckiej firmie brokerskiej, po czym przekazany jej 14 lipca w Lubece. Nazwę statku skrócono na: „Alty”, a następnie został sprzedany przez nią na złom i we wrześniu 1973 roku zaprowadzony do stoczni złomowej w Santander.